# Carrie Nation
 (avril 2020).
Si vous disposez d'ouvrages ou d'articles de référence ou si vous connaissez des sites web de qualité traitant du thème abordé ici, merci de compléter l'article en donnant les références utiles à sa vérifiabilité et en les liant à la section « Notes et références ».
Carrie Amelia Nation (dont le prénom est parfois orthographié Carry), née le 25 novembre 1846 et morte le 9 juin 1911 est une personnalité des ligues de tempérance dont l'action a mené à la prohibition de l'alcool aux États-Unis. Elle a marqué les esprits en s'attaquant aux établissements servant de l'alcool armée d'une hachette. Elle a aussi milité contre le port du corset.

Empreinte de culture religieuse, elle se décrivait elle-même comme « un bulldog courant aux pieds de Jésus et aboyant après ce qu'il n'aime pas ».
Au XXe siècle, Carrie Nation a fini par adopter l'orthographe Carry pour orthographier son prénom, et à en faire une marque déposée, pour le jeu de mots : Carry A. Nation peut s'entendre comme Carry a nation, c'est-à-dire porte une nation.

## Jeunesse
Elle est née dans le comté de Garrard, dans le Kentucky. Ses parents étaient George Moore et Mary Campbell. Son père était un fermier, négociant et esclavagiste d'ascendance irlandaise. Malgré des affaires parfois florissantes, la famille Moore a connu plusieurs revers financiers et a régulièrement déménagé, peut-être à cause des hallucinations dont souffrait régulièrement Mrs Moore, qui a passé les trois dernières années de son existence dans une institution psychiatrique. Carrie Moore n'a bénéficié que de peu d'instruction.

## Premier mariage
En 1865, Carrie rencontre Charles Gloyd, un jeune médecin, qu'elle épouse le 21 novembre 1867 et avec qui elle a une fille, Charlien, née en 1868. L'année suivante, Charles Gloyd, alcoolique sévère, décède, ce qui provoquera la vocation anti-alcoolique de sa veuve.
Carrie reprend des études et, en juillet 1872, est enseignante diplômée. 

## Second mariage et engagement
En 1874, elle épouse David A. Nation, un avocat, pasteur et journaliste de dix-neuf ans son aîné. Le couple tente sa chance dans l'agriculture, en faisant l'acquisition d'un terrain de 680 ha, mais, sans grande compétences dans le domaine, ils se résignent à passer à autre chose. David pratiquera le droit à Brazoria puis sera pasteur dans une église chrétienne, tandis que Carrie dirigera un hôtel à Columbia. La famille se regroupe finalement à Medicine lodge, Kansas, où David prêche et où Carrie s'occupe d'un hôtel. C'est là qu'elle commence à s'investir dans l'activisme anti-alcoolique, tout en prenant soin de sa fille, qui souffre de problèmes psychologiques, et de sa première belle-mère, Mrs Gloyd.
Le 5 juin 1900, alors qu'elle se sent découragée, elle croit entendre une voix divine lui demander de se rendre à Kiowa pour détruire les lieux où l'on sert de l'alcool. Ce qu'elle fait deux jours plus tard, en allant démolir plusieurs saloons, armée de pierres. Un jour, son époux, dont elle divorcera en 1901, lui dit pour plaisanter qu'elle devrait s'armer d'une hachette pour faire plus de dégâts. Elle le prend au mot, ajoutant : « c'est la chose la plus sensée que tu m'aies dite depuis que nous sommes mariés ». Elle continue donc à ravager les saloons, souvent accompagnée d'autres femmes. Régulièrement arrêtée, sa notoriété grandit d'abord au Kansas puis dans tout le pays, et l'écriteau Toutes les nations sont bienvenues sauf Carrie se retrouve souvent à l'entrée des saloons.
En marge de ces actions, Carrie Nation donne des conférences aux États-Unis et en Grande-Bretagne (d'où elle partira après avoir subi un jet d'œuf), publie une lettre (The smasher's mail) et un journal (The Hatchett), vend des photographies d'elle-même et des hachettes-souvenir miniatures. Elle fera en son temps l'objet de très nombreuses caricatures dans la presse.
D'une santé fragile, elle s'effondre lors d'un meeting, disant : « j'ai fait ce que j'ai pu ». Elle décède le 9 juin 1911. Sa maison à Medicine Lodge sera acquise par l'union féminine chrétienne des ligues de tempérance, et est un National Historic Landmark depuis 1976.